# Kongō Gumi

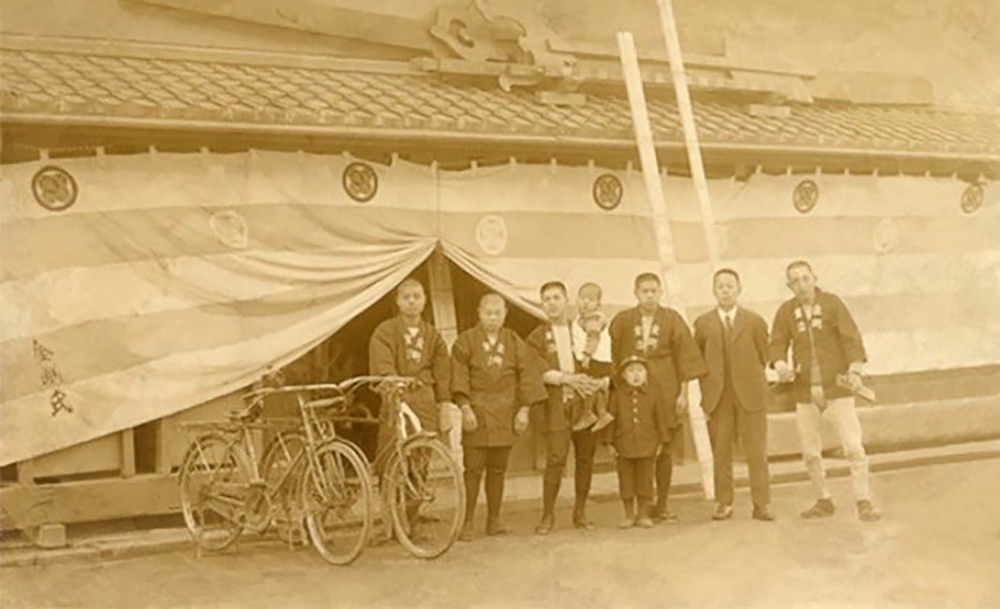
37:e och 38:e generationen vid Kongo Gumi på ett foto från 1930.

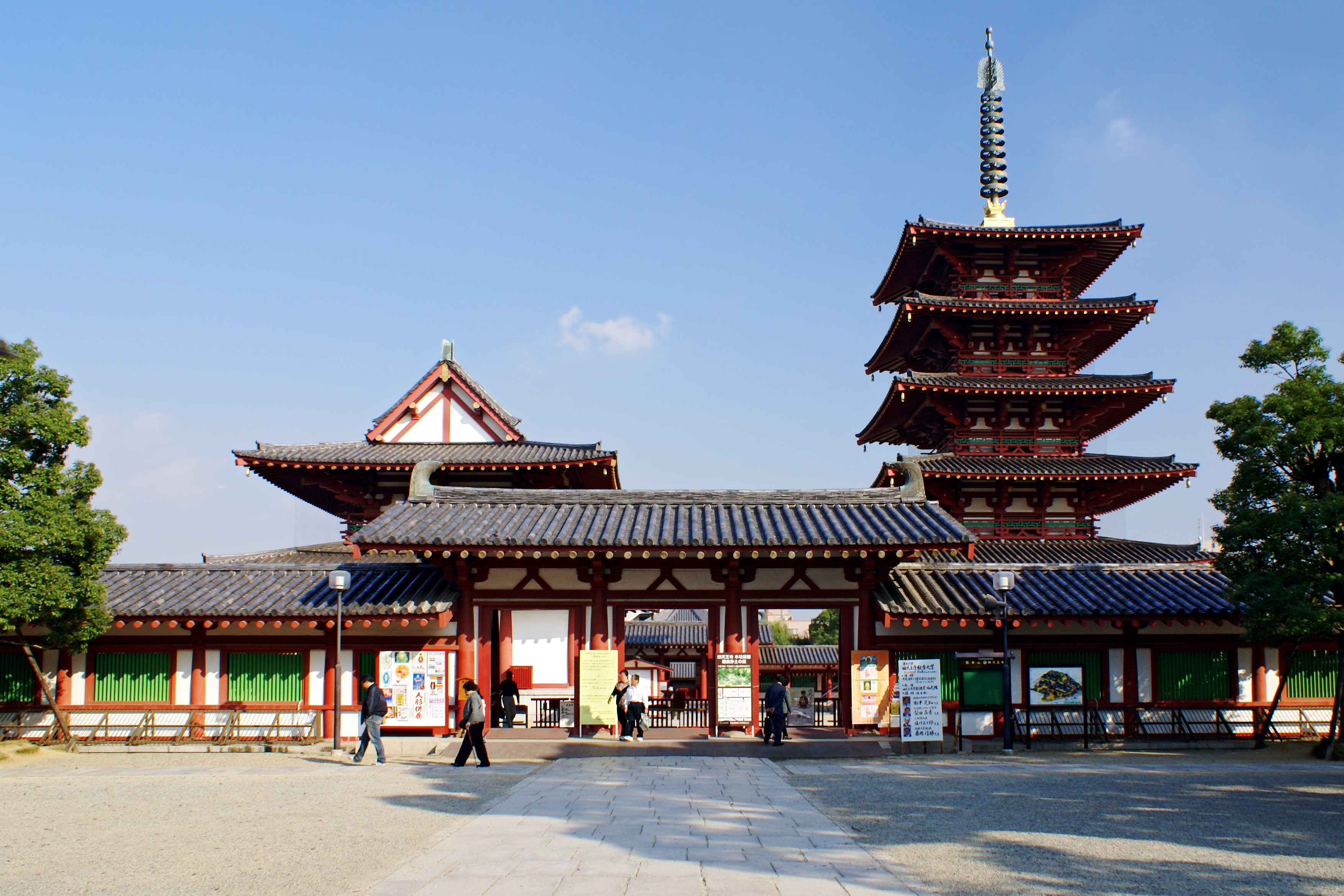
Shitennō-ji-templet i dag. Templet, som var Kongō Gumis första uppdrag, har förstörts och byggts upp åtskilliga gånger under århundradenas lopp.

Kongō Gumi (japanska: 株式会社金剛組?, Kabushiki Gaisha Kon'gō Gumi) var ett japanskt byggföretag, länge känt som världens äldsta ännu aktiva företag. Det gick i konkurs i januari 2006, och hade då varit verksamt utan uppehåll sedan år 578, det vill säga i nästan 1 428 år.
Företaget var ett familjeföretag och hade gått i arv från far till son eller svärson (som av tradition tagit familjenamnet Kongō) i 40 generationer. Det har varit med och byggt många kända byggnader i Osaka, och var specialiserat på buddhistiska tempel.
Efter konkursen lever företaget vidare som en del av byggfirman Takamatsu.

## Viktiga årtal
- 578: Företaget får sitt första uppdrag av prins Shōtoku, templet Shitennō-ji.
- 593: Shitennō-ji uppförs.
- 607: Hōryū-ji-templet uppförs.
- 1576: Shitennō-ji bränns ner av daimyo Oda Nobunagas trupper.
- 1600-talet: Deltar i rekonstruktionen av Hōryū-ji.
- 3 februari 1955: Man bildar aktiebolag.
- 13 juli 2006: Företaget försätts i konkurs.

## Kända byggnader
- Shitennō-ji-templet i Osaka (593).
- Världsarvstemplet Hōryū-ji (607).
- Huvudtornet på Osaka slott